# 권택영
권택영(1947~)은 대한민국의 문학평론가이자 대학교수이다. 대전에서 태어나 네브래스카 대학에서 영문학 박사 학위를 받았다. 경희대 영문과 교수를 역임했고, 한국현대정신분석학회 회장, 미국소설학회 회장, 한국아메리카학회 회장을 지냈다.

## 약력
17권의 학술 저서, 문학 작품과 비평 이론에 관한 8권의 번역서를 출간했고, 많은 국내 논문과 국제 1급 논문(A&HCI)을 게재했다. 이청준 소설에 대한 평론으로 평론가로 등단한 바 있다. 1990년대에 국내에 포스트모더니즘을 본격적으로 소개해 반향을 일으켰으며, 라캉을 번역해 정신분석을 소개했고, 이후 프로이트 전집이 번역·소개되는 계기를 마련했다.

## 수상
- 1997년 제8회 김환태 평론대상
- 1997년 자랑스러운 경희인상
- 2012~2017년 한국 연구재단(NRF) 우수학자 선정

## 저서

### 연구서
- 《후기 구조주의 문학이론》(민음사, 1990)
- 《포스트 모더니즘이란 무엇인가》(민음사, 1990)
- 《소설을 어떻게 볼 것인가》(문예출판사, 1995)
- 《영화와 소설 속의 욕망이론》(민음사, 1997)
- 《프로이트의 성과 권력》(문예출판사, 1998)
- 《감각의 제국》(민음사, 2001)
- 《라캉 장자 태극기》(민음사, 2003)
- 《잉여 쾌락의 시대》(문예출판사, 2003)
- 《몸과 미학》
- 《자크 라캉의 자연과 인간》(한국문화사, 2010)
- 《바이오 휴머니티》(집문당, 2014)
- Nabokov’s Mimicry of Freud: Art as Science(Lexington Books, 2017)
- 《생각의 속임수》(글항아리, 2018)
- 《감정 연구》(글항아리, 2021)
- Psychology in the Fiction of Henry James: Memory, Emotion, and Empathy(Rowman & Littlefield, 2024)
- 《균형 잡힌 뇌》(글항아리, 2025)

### 비평집
- 《다문화시대의 글쓰기》(문예출판사, 1997)
- 《권택영 평론선집》(지만지, 2015)

### 역서
- 노먼 킹슬리 메일러, 《밤의 군대들》(제삼기획, 1991)
- 빈센트 B. 라이치, 《해체비평이란 무엇인가》(문예출판사, 1993)
- 엘리자베드 라이트, 《정신분석비평》(문예출판사, 1997)
- 블라디마르 나보코프, 《롤리타》(민음사, 1997)
- 자크 라캉, 《욕망 이론》(문예출판사, 1994) : 공역
- 어니스트 밀러 헤밍웨이, 《여명의 진실》(문학사상, 1999)
- 토머스 머튼, 《장자의 도》(은행나무, 2004)
- 잭 런던, 《야성의 부름》(민음사, 2010)

### 국제 일급 논문(A&HCI 저널)
- “Materiality of Remembering: Freud’s Wolf Man and the Biological Dimensions of Memory,” New Literary History 41.1호(2010): 213-232.
- “Nabokov’s Memory War against Freud” American Imago 68.1호(2011): 67-91.
- “Love as an Act of Dissimulation in “The Beast in the Jungle.” Henry James  Review  36.2호(2015): 148-16.